# Fernando Gonçalves de Saldanha
Fernando Gonçalves de Saldanha foi um nobre e Cavaleiro medieval do Reino de Castela. Foi Senhor de Saldanha.

## Relações familiares
Foi filho de Diogo Gomez de Saldanha (970 -?) e pai de: 
1. Telo Fernandez de Saldanha (1150 -?).